# 하인즈 토마토 케첩

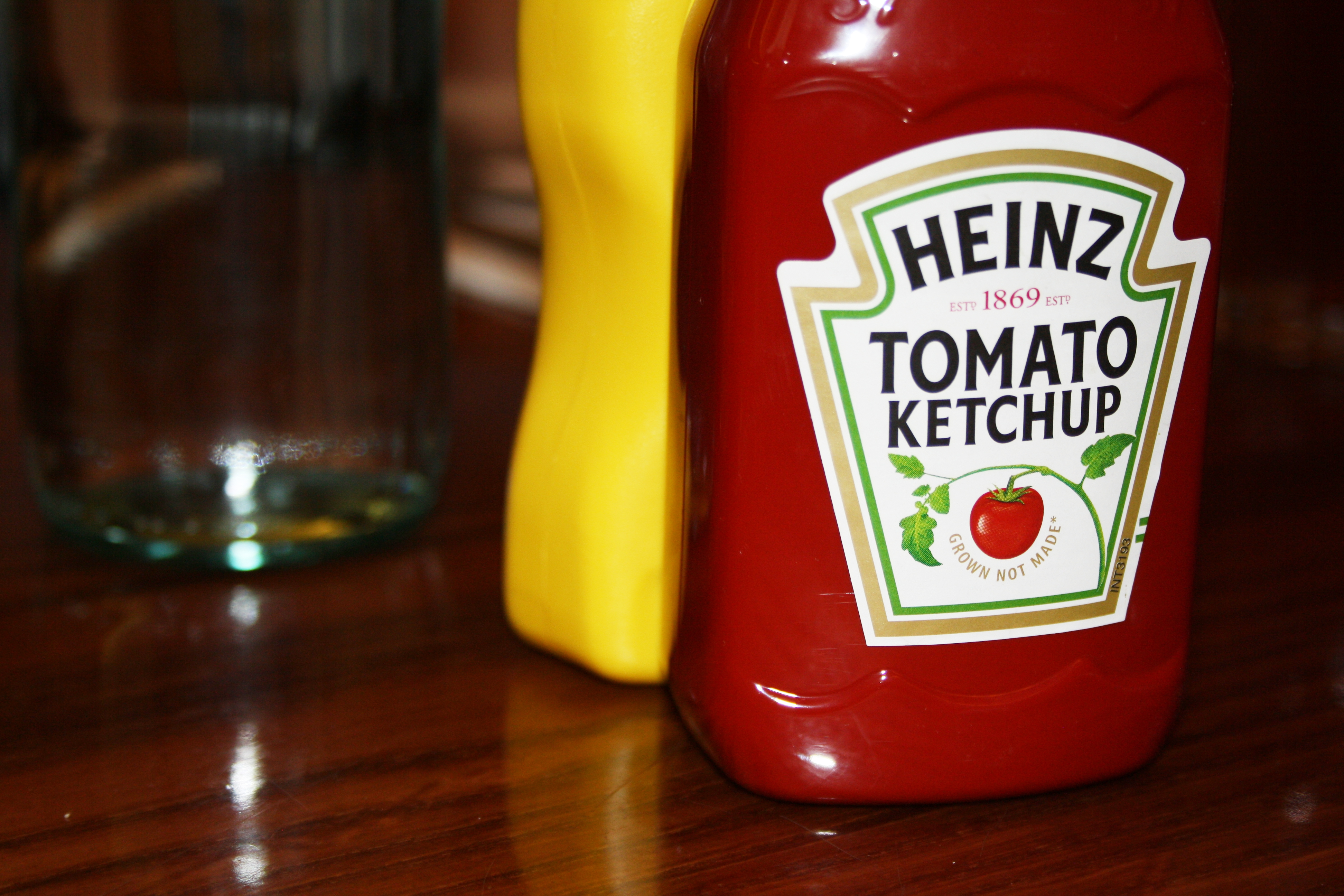
하인즈 토마토 케첩

하인즈 토마토 케첩(영어: Heinz Tomato Ketchup)은 크래프트하인즈에서 제조 및 판매하는 케첩 브랜드이다. 케첩 브랜드 중에서 가장 널리 알려져 있으며, 미국에서 82%, 영국에서 60%의 시장 점유율을 보인다.